# Concacaf Nations League C 2022/2023
Concacaf Nations League C 2022/2023 spelades mellan 2 juni och 28 mars 2023.

## Nationer
| - Amerikanska Jungfruöarna - Anguilla - Aruba - Bonaire - Brittiska Jungfruöarna | - Caymanöarna - Dominica - Puerto Rico - Saint Kitts och Nevis | - Saint Lucia - Saint-Martin - Sint Maarten - Turks- och Caicosöarna |

## Grupper

### Grupp A
| Nr | Lag                      | S | V | O | F | GM | IM | MS  | P  |
| -- | ------------------------ | - | - | - | - | -- | -- | --- | -- |
| 1  | Sint Maarten             | 6 | 3 | 2 | 1 | 19 | 9  | +10 | 11 |
| 2  | Bonaire                  | 6 | 3 | 1 | 2 | 12 | 11 | +1  | 10 |
| 3  | Turks- och Caicosöarna   | 6 | 3 | 0 | 3 | 10 | 16 | −6  | 9  |
| 4  | Amerikanska Jungfruöarna | 6 | 1 | 1 | 4 | 5  | 10 | −5  | 4  |

| 9           | 3 juni 2022 | Sint Maarten      | 1 – 1           | Amerikanska Jungfruöarna | Stadion Rignaal Jean Francisca                       |                                                      |
| 16:30 UTC−4 | 16:30 UTC−4 | Kay Gerritsen 83′ | (0 – 1) Rapport | 8′ James Charles Mack    | Willemstad (Curaçao) Domare: Oshane Nation (Jamaica) | Willemstad (Curaçao) Domare: Oshane Nation (Jamaica) |
| 16:30 UTC−4 | 16:30 UTC−4 |                   |                 |                          | Willemstad (Curaçao) Domare: Oshane Nation (Jamaica) | Willemstad (Curaçao) Domare: Oshane Nation (Jamaica) |
| 16:30 UTC−4 | 16:30 UTC−4 |                   |                 |                          | Willemstad (Curaçao) Domare: Oshane Nation (Jamaica) | Willemstad (Curaçao) Domare: Oshane Nation (Jamaica) |

| 10          | 3 juni 2022 | Turks- och Caicosöarna | 1 – 4           | Bonaire                                          | TCIFA National Academy                                        |                                                               |
| 16:30 UTC−4 | 16:30 UTC−4 | Karl Shand Jr. 86′     | (0 – 2) Rapport | 5′, 16′, 80′ Ayrton Cicilia 57′ Jonathan Libania | Providenciales Domare: Ken Pennyfeather (Antigua och Barbuda) | Providenciales Domare: Ken Pennyfeather (Antigua och Barbuda) |
| 16:30 UTC−4 | 16:30 UTC−4 |                        |                 |                                                  | Providenciales Domare: Ken Pennyfeather (Antigua och Barbuda) | Providenciales Domare: Ken Pennyfeather (Antigua och Barbuda) |
| 16:30 UTC−4 | 16:30 UTC−4 |                        |                 |                                                  | Providenciales Domare: Ken Pennyfeather (Antigua och Barbuda) | Providenciales Domare: Ken Pennyfeather (Antigua och Barbuda) |

| 25          | 6 juni 2022 | Bonaire                              | 2 – 2           | Sint Maarten                              | Stadion Rignaal Jean Francisca                        |                                                       |
| 16:00 UTC−4 | 16:00 UTC−4 | Jonathan Libania 9′ Quincy Hoeve 18′ | (2 – 2) Rapport | 27′ Ties Kerssies 32′ (sjm.) Quincy Hoeve | Willemstad (Curaçao) Domare: Ricangel de Leça (Aruba) | Willemstad (Curaçao) Domare: Ricangel de Leça (Aruba) |
| 16:00 UTC−4 | 16:00 UTC−4 |                                      |                 |                                           | Willemstad (Curaçao) Domare: Ricangel de Leça (Aruba) | Willemstad (Curaçao) Domare: Ricangel de Leça (Aruba) |
| 16:00 UTC−4 | 16:00 UTC−4 |                                      |                 |                                           | Willemstad (Curaçao) Domare: Ricangel de Leça (Aruba) | Willemstad (Curaçao) Domare: Ricangel de Leça (Aruba) |

| 26          | 6 juni 2022 | Amerikanska Jungfruöarna                                         | 3 – 2           | Turks- och Caicosöarna                     | Bethlehem Soccer Stadium                |                                         |
| 16:00 UTC−4 | 16:00 UTC−4 | Jamie Browne 19′ Orion Mills 77′ James Charles Mack 90+6′ (str.) | (1 – 1) Rapport | 45+3′ Junior Paul 56′ (sjm.) Quinn Farrell | Saint Croix Domare: Natalie Simon (USA) | Saint Croix Domare: Natalie Simon (USA) |
| 16:00 UTC−4 | 16:00 UTC−4 |                                                                  |                 |                                            | Saint Croix Domare: Natalie Simon (USA) | Saint Croix Domare: Natalie Simon (USA) |
| 16:00 UTC−4 | 16:00 UTC−4 |                                                                  |                 |                                            | Saint Croix Domare: Natalie Simon (USA) | Saint Croix Domare: Natalie Simon (USA) |

| 47          | 11 juni 2022 | Amerikanska Jungfruöarna | 0 – 2           | Bonaire                                   | Bethlehem Soccer Stadium                     |                                              |
| 16:00 UTC−4 | 16:00 UTC−4  |                          | (0 – 0) Rapport | 81′ Ayrton Cicilia 84′ Christopher Isenia | Saint Croix Domare: Marcos de Oliveira (USA) | Saint Croix Domare: Marcos de Oliveira (USA) |
| 16:00 UTC−4 | 16:00 UTC−4  |                          |                 |                                           | Saint Croix Domare: Marcos de Oliveira (USA) | Saint Croix Domare: Marcos de Oliveira (USA) |
| 16:00 UTC−4 | 16:00 UTC−4  |                          |                 |                                           | Saint Croix Domare: Marcos de Oliveira (USA) | Saint Croix Domare: Marcos de Oliveira (USA) |

| 49          | 11 juni 2022 | Sint Maarten                                                                                      | 8 – 2           | Turks- och Caicosöarna  | Stadion Rignaal Jean Francisca                     |                                                    |
| 18:00 UTC−4 | 18:00 UTC−4  | Gerwin Lake 2′, 18′, 44′, 65′ Sergio Hughes 14′, 63′ Kay Gerritsen 68′ (str.) Kymani Jacobs 90+4′ | (5 – 2) Rapport | 37′, 45+3′ Billy Forbes | Willemstad (Curaçao) Domare: Óscar Macías (Mexiko) | Willemstad (Curaçao) Domare: Óscar Macías (Mexiko) |
| 18:00 UTC−4 | 18:00 UTC−4  |                                                                                                   |                 |                         | Willemstad (Curaçao) Domare: Óscar Macías (Mexiko) | Willemstad (Curaçao) Domare: Óscar Macías (Mexiko) |
| 18:00 UTC−4 | 18:00 UTC−4  |                                                                                                   |                 |                         | Willemstad (Curaçao) Domare: Óscar Macías (Mexiko) | Willemstad (Curaçao) Domare: Óscar Macías (Mexiko) |

| 63          | 14 juni 2022 | Bonaire                                  | 2 – 0           | Amerikanska Jungfruöarna | Stadion Rignaal Jean Francisca                     |                                                    |
| 16:00 UTC−4 | 16:00 UTC−4  | Ayrton Cicilia 4′ Berry Sonnenschein 33′ | (2 – 0) Rapport |                          | Willemstad (Curaçao) Domare: Katia García (Mexiko) | Willemstad (Curaçao) Domare: Katia García (Mexiko) |
| 16:00 UTC−4 | 16:00 UTC−4  |                                          |                 |                          | Willemstad (Curaçao) Domare: Katia García (Mexiko) | Willemstad (Curaçao) Domare: Katia García (Mexiko) |
| 16:00 UTC−4 | 16:00 UTC−4  |                                          |                 |                          | Willemstad (Curaçao) Domare: Katia García (Mexiko) | Willemstad (Curaçao) Domare: Katia García (Mexiko) |

| 64          | 14 juni 2022 | Turks- och Caicosöarna | 2 – 0           | Sint Maarten | TCIFA National Academy                          |                                                 |
| 16:30 UTC−4 | 16:30 UTC−4  | Junior Paul 48′, 70′   | (0 – 0) Rapport |              | Providenciales Domare: Myriam Marcotte (Kanada) | Providenciales Domare: Myriam Marcotte (Kanada) |
| 16:30 UTC−4 | 16:30 UTC−4  |                        |                 |              | Providenciales Domare: Myriam Marcotte (Kanada) | Providenciales Domare: Myriam Marcotte (Kanada) |
| 16:30 UTC−4 | 16:30 UTC−4  |                        |                 |              | Providenciales Domare: Myriam Marcotte (Kanada) | Providenciales Domare: Myriam Marcotte (Kanada) |

| 85          | 25 mars 2023 | Turks- och Caicosöarna | 1 – 0           | Amerikanska Jungfruöarna | TCIFA National Academy                             |                                                    |
| 15:30 UTC−4 | 15:30 UTC−4  | Jeff Beljour 69′       | (0 – 0) Rapport |                          | Providenciales Domare: Christopher Mason (Jamaica) | Providenciales Domare: Christopher Mason (Jamaica) |
| 15:30 UTC−4 | 15:30 UTC−4  |                        |                 |                          | Providenciales Domare: Christopher Mason (Jamaica) | Providenciales Domare: Christopher Mason (Jamaica) |
| 15:30 UTC−4 | 15:30 UTC−4  |                        |                 |                          | Providenciales Domare: Christopher Mason (Jamaica) | Providenciales Domare: Christopher Mason (Jamaica) |

| 84          | 25 mars 2023 | Sint Maarten                                                                                  | 6 – 1           | Bonaire               | Bethlehem Soccer Stadium                                          |                                                                   |
| 16:00 UTC−4 | 16:00 UTC−4  | Elmer de Vries 5′ Gerwin Lake 9′, 55′, 84′ (str.) Chovanie Amatkarijo 46′ T-Shawn Illidge 62′ | (2 – 0) Rapport | 69′ Guillermo Montero | Saint Croix (Amerikanska Jungfruöarna) Domare: Nima Saghafi (USA) | Saint Croix (Amerikanska Jungfruöarna) Domare: Nima Saghafi (USA) |
| 16:00 UTC−4 | 16:00 UTC−4  |                                                                                               |                 |                       | Saint Croix (Amerikanska Jungfruöarna) Domare: Nima Saghafi (USA) | Saint Croix (Amerikanska Jungfruöarna) Domare: Nima Saghafi (USA) |
| 16:00 UTC−4 | 16:00 UTC−4  |                                                                                               |                 |                       | Saint Croix (Amerikanska Jungfruöarna) Domare: Nima Saghafi (USA) | Saint Croix (Amerikanska Jungfruöarna) Domare: Nima Saghafi (USA) |

| 101         | 28 mars 2023 | Amerikanska Jungfruöarna | 1 – 2           | Sint Maarten                   | Bethlehem Soccer Stadium                                   |                                                            |
| 19:00 UTC−4 | 19:00 UTC−4  | Karson Kendall 76′       | (0 – 0) Rapport | 58′ Gerwin Lake 86′ Jeroen Cox | Saint Croix Domare: Reginald Gumbs (Saint Kitts och Nevis) | Saint Croix Domare: Reginald Gumbs (Saint Kitts och Nevis) |
| 19:00 UTC−4 | 19:00 UTC−4  |                          |                 |                                | Saint Croix Domare: Reginald Gumbs (Saint Kitts och Nevis) | Saint Croix Domare: Reginald Gumbs (Saint Kitts och Nevis) |
| 19:00 UTC−4 | 19:00 UTC−4  |                          |                 |                                | Saint Croix Domare: Reginald Gumbs (Saint Kitts och Nevis) | Saint Croix Domare: Reginald Gumbs (Saint Kitts och Nevis) |

| 102         | 28 mars 2023 | Bonaire              | 1 – 2           | Turks- och Caicosöarna | Stadion Antonio Trenidat                             |                                                      |
| 19:00 UTC−4 | 19:00 UTC−4  | Guillermo Montero 2′ | (1 – 2) Rapport | 18′, 40′ Billy Forbes  | Rincon Domare: Kwinsi Williams (Trinidad och Tobago) | Rincon Domare: Kwinsi Williams (Trinidad och Tobago) |
| 19:00 UTC−4 | 19:00 UTC−4  |                      |                 |                        | Rincon Domare: Kwinsi Williams (Trinidad och Tobago) | Rincon Domare: Kwinsi Williams (Trinidad och Tobago) |
| 19:00 UTC−4 | 19:00 UTC−4  |                      |                 |                        | Rincon Domare: Kwinsi Williams (Trinidad och Tobago) | Rincon Domare: Kwinsi Williams (Trinidad och Tobago) |

### Grupp B
| Nr | Lag                   | S | V | O | F | GM | IM | MS | P  |
| -- | --------------------- | - | - | - | - | -- | -- | -- | -- |
| 1  | Saint Kitts och Nevis | 4 | 3 | 1 | 0 | 9  | 4  | +5 | 10 |
| 2  | Aruba                 | 4 | 1 | 1 | 2 | 5  | 5  | 0  | 4  |
| 3  | Saint-Martin          | 4 | 0 | 2 | 2 | 2  | 7  | −5 | 2  |

| 7           | 3 juni 2022 | Saint-Martin | 0 – 0   | Aruba | Raymond E. Guishard Stadium                                              |                                                                          |
| 16:00 UTC−4 | 16:00 UTC−4 |              | Rapport |       | The Valley (Anguilla) Domare: Trevester Richards (Saint Kitts och Nevis) | The Valley (Anguilla) Domare: Trevester Richards (Saint Kitts och Nevis) |
| 16:00 UTC−4 | 16:00 UTC−4 |              |         |       | The Valley (Anguilla) Domare: Trevester Richards (Saint Kitts och Nevis) | The Valley (Anguilla) Domare: Trevester Richards (Saint Kitts och Nevis) |
| 16:00 UTC−4 | 16:00 UTC−4 |              |         |       | The Valley (Anguilla) Domare: Trevester Richards (Saint Kitts och Nevis) | The Valley (Anguilla) Domare: Trevester Richards (Saint Kitts och Nevis) |

| 28          | 6 juni 2022 | Aruba                                            | 3 – 0           | Saint-Martin | Stadion Rignaal Jean Francisca                       |                                                      |
| 19:00 UTC−4 | 19:00 UTC−4 | Terence Groothusen 25′, 35′ Benjamin Maria 45+2′ | (3 – 0) Rapport |              | Willemstad (Curaçao) Domare: Steffon Dewar (Jamaica) | Willemstad (Curaçao) Domare: Steffon Dewar (Jamaica) |
| 19:00 UTC−4 | 19:00 UTC−4 |                                                  |                 |              | Willemstad (Curaçao) Domare: Steffon Dewar (Jamaica) | Willemstad (Curaçao) Domare: Steffon Dewar (Jamaica) |
| 19:00 UTC−4 | 19:00 UTC−4 |                                                  |                 |              | Willemstad (Curaçao) Domare: Steffon Dewar (Jamaica) | Willemstad (Curaçao) Domare: Steffon Dewar (Jamaica) |

| 39          | 9 juni 2022 | Aruba                                            | 2 – 3           | Saint Kitts och Nevis                                         | Stadion Rignaal Jean Francisca                          |                                                         |
| 18:00 UTC−4 | 18:00 UTC−4 | Gregor Breinburg 55′ (str.) Javier Jiménez 90+5′ | (0 – 2) Rapport | 6′ Carlos Bertie 32′ Omari Sterling-James 83′ Vinceroy Nelson | Willemstad (Curaçao) Domare: Daneon Parchment (Jamaica) | Willemstad (Curaçao) Domare: Daneon Parchment (Jamaica) |
| 18:00 UTC−4 | 18:00 UTC−4 |                                                  |                 |                                                               | Willemstad (Curaçao) Domare: Daneon Parchment (Jamaica) | Willemstad (Curaçao) Domare: Daneon Parchment (Jamaica) |
| 18:00 UTC−4 | 18:00 UTC−4 |                                                  |                 |                                                               | Willemstad (Curaçao) Domare: Daneon Parchment (Jamaica) | Willemstad (Curaçao) Domare: Daneon Parchment (Jamaica) |

| 57          | 12 juni 2022 | Saint Kitts och Nevis | 1 – 1           | Saint-Martin             | Warner Park                                    |                                                |
| 19:00 UTC−4 | 19:00 UTC−4  | Kalonji Clarke 90+2′  | (0 – 1) Rapport | 34′ Pierre-Bertrand Arné | Basseterre Domare: Jaime Herrera (El Salvador) | Basseterre Domare: Jaime Herrera (El Salvador) |
| 19:00 UTC−4 | 19:00 UTC−4  |                       |                 |                          | Basseterre Domare: Jaime Herrera (El Salvador) | Basseterre Domare: Jaime Herrera (El Salvador) |
| 19:00 UTC−4 | 19:00 UTC−4  |                       |                 |                          | Basseterre Domare: Jaime Herrera (El Salvador) | Basseterre Domare: Jaime Herrera (El Salvador) |

| 73          | 23 mars 2023 | Saint-Martin             | 1 – 3           | Saint Kitts och Nevis                                          | Raymond E. Guishard Stadium                           |                                                       |
| 16:00 UTC−4 | 16:00 UTC−4  | Pierre-Bertrand Arné 31′ | (1 – 2) Rapport | 26′ Tiquanny Williams 35′ Romaine Sawyers 89′ Harry Panayiotou | The Valley (Anguilla) Domare: Steffon Dewar (Jamaica) | The Valley (Anguilla) Domare: Steffon Dewar (Jamaica) |
| 16:00 UTC−4 | 16:00 UTC−4  |                          |                 |                                                                | The Valley (Anguilla) Domare: Steffon Dewar (Jamaica) | The Valley (Anguilla) Domare: Steffon Dewar (Jamaica) |
| 16:00 UTC−4 | 16:00 UTC−4  |                          |                 |                                                                | The Valley (Anguilla) Domare: Steffon Dewar (Jamaica) | The Valley (Anguilla) Domare: Steffon Dewar (Jamaica) |

| 89          | 26 mars 2023 | Saint Kitts och Nevis       | 2 – 0           | Aruba | Warner Park                                     |                                                 |
| 18:00 UTC−4 | 18:00 UTC−4  | Keithroy Freeman 45+1′, 80′ | (1 – 0) Rapport |       | Basseterre Domare: Benjamín Pineda (Costa Rica) | Basseterre Domare: Benjamín Pineda (Costa Rica) |
| 18:00 UTC−4 | 18:00 UTC−4  |                             |                 |       | Basseterre Domare: Benjamín Pineda (Costa Rica) | Basseterre Domare: Benjamín Pineda (Costa Rica) |
| 18:00 UTC−4 | 18:00 UTC−4  |                             |                 |       | Basseterre Domare: Benjamín Pineda (Costa Rica) | Basseterre Domare: Benjamín Pineda (Costa Rica) |

### Grupp C
| Nr | Lag         | S | V | O | F | GM | IM | MS | P  |
| -- | ----------- | - | - | - | - | -- | -- | -- | -- |
| 1  | Saint Lucia | 4 | 4 | 0 | 0 | 8  | 2  | +6 | 12 |
| 2  | Dominica    | 4 | 0 | 2 | 2 | 2  | 5  | −3 | 2  |
| 3  | Anguilla    | 4 | 0 | 2 | 2 | 2  | 5  | −3 | 2  |

| 2           | 2 juni 2022 | Anguilla | 0 – 0   | Dominica | Raymond E. Guishard Stadium                                |                                                            |
| 16:00 UTC−4 | 16:00 UTC−4 |          | Rapport |          | The Valley Domare: Tristley Bassue (Saint Kitts och Nevis) | The Valley Domare: Tristley Bassue (Saint Kitts och Nevis) |
| 16:00 UTC−4 | 16:00 UTC−4 |          |         |          | The Valley Domare: Tristley Bassue (Saint Kitts och Nevis) | The Valley Domare: Tristley Bassue (Saint Kitts och Nevis) |
| 16:00 UTC−4 | 16:00 UTC−4 |          |         |          | The Valley Domare: Tristley Bassue (Saint Kitts och Nevis) | The Valley Domare: Tristley Bassue (Saint Kitts och Nevis) |

| 19          | 5 juni 2022 | Dominica       | 1 – 1           | Anguilla              | Warner Park                                                         |                                                                     |
| 15:00 UTC−4 | 15:00 UTC−4 | Julian Wade 4′ | (1 – 0) Rapport | 57′ Jonathan Guishard | Basseterre (Saint Kitts och Nevis) Domare: Sherwin Johnson (Guyana) | Basseterre (Saint Kitts och Nevis) Domare: Sherwin Johnson (Guyana) |
| 15:00 UTC−4 | 15:00 UTC−4 |                |                 |                       | Basseterre (Saint Kitts och Nevis) Domare: Sherwin Johnson (Guyana) | Basseterre (Saint Kitts och Nevis) Domare: Sherwin Johnson (Guyana) |
| 15:00 UTC−4 | 15:00 UTC−4 |                |                 |                       | Basseterre (Saint Kitts och Nevis) Domare: Sherwin Johnson (Guyana) | Basseterre (Saint Kitts och Nevis) Domare: Sherwin Johnson (Guyana) |

| 35          | 9 juni 2022 | Dominica | 0 – 1           | Saint Lucia           | Windsor Park                             |                                          |
| 15:00 UTC−4 | 15:00 UTC−4 |          | (0 – 0) Rapport | 54′ Jevick Macfarlane | Roseau Domare: Odette Hamilton (Jamaica) | Roseau Domare: Odette Hamilton (Jamaica) |
| 15:00 UTC−4 | 15:00 UTC−4 |          |                 |                       | Roseau Domare: Odette Hamilton (Jamaica) | Roseau Domare: Odette Hamilton (Jamaica) |
| 15:00 UTC−4 | 15:00 UTC−4 |          |                 |                       | Roseau Domare: Odette Hamilton (Jamaica) | Roseau Domare: Odette Hamilton (Jamaica) |

| 54          | 12 juni 2022 | Saint Lucia                        | 2 – 0           | Anguilla | Daren Sammy Cricket Ground                               |                                                          |
| 18:00 UTC−4 | 18:00 UTC−4  | Andrus Remy 44′ Kurt Frederick 60′ | (1 – 0) Rapport |          | Gros Islet Domare: Kwinsi Williams (Trinidad och Tobago) | Gros Islet Domare: Kwinsi Williams (Trinidad och Tobago) |
| 18:00 UTC−4 | 18:00 UTC−4  |                                    |                 |          | Gros Islet Domare: Kwinsi Williams (Trinidad och Tobago) | Gros Islet Domare: Kwinsi Williams (Trinidad och Tobago) |
| 18:00 UTC−4 | 18:00 UTC−4  |                                    |                 |          | Gros Islet Domare: Kwinsi Williams (Trinidad och Tobago) | Gros Islet Domare: Kwinsi Williams (Trinidad och Tobago) |

| 79          | 24 mars 2023 | Anguilla            | 1 – 2           | Saint Lucia                             | Raymond E. Guishard Stadium                                      |                                                                  |
| 15:00 UTC−4 | 15:00 UTC−4  | Lamar Carpenter 76′ | (0 – 2) Rapport | 18′ Andrus Remy 45+2′ Gregson President | The Valley Domare: Moeth Gaymes (Saint Vincent och Grenadinerna) | The Valley Domare: Moeth Gaymes (Saint Vincent och Grenadinerna) |
| 15:00 UTC−4 | 15:00 UTC−4  |                     |                 |                                         | The Valley Domare: Moeth Gaymes (Saint Vincent och Grenadinerna) | The Valley Domare: Moeth Gaymes (Saint Vincent och Grenadinerna) |
| 15:00 UTC−4 | 15:00 UTC−4  |                     |                 |                                         | The Valley Domare: Moeth Gaymes (Saint Vincent och Grenadinerna) | The Valley Domare: Moeth Gaymes (Saint Vincent och Grenadinerna) |

| 96          | 27 mars 2023 | Saint Lucia                                   | 3 – 1           | Dominica         | Daren Sammy Cricket Ground                  |                                             |
| 19:00 UTC−4 | 19:00 UTC−4  | Gregson President 19′ Kurt Frederick 40′, 62′ | (2 – 0) Rapport | 84′ Briel Thomas | Gros Islet Domare: Myriam Marcotte (Kanada) | Gros Islet Domare: Myriam Marcotte (Kanada) |
| 19:00 UTC−4 | 19:00 UTC−4  |                                               |                 |                  | Gros Islet Domare: Myriam Marcotte (Kanada) | Gros Islet Domare: Myriam Marcotte (Kanada) |
| 19:00 UTC−4 | 19:00 UTC−4  |                                               |                 |                  | Gros Islet Domare: Myriam Marcotte (Kanada) | Gros Islet Domare: Myriam Marcotte (Kanada) |

### Grupp D
| Nr | Lag                    | S | V | O | F | GM | IM | MS  | P  |
| -- | ---------------------- | - | - | - | - | -- | -- | --- | -- |
| 1  | Puerto Rico            | 4 | 4 | 0 | 0 | 17 | 2  | +15 | 12 |
| 2  | Caymanöarna            | 4 | 0 | 2 | 2 | 3  | 10 | −7  | 2  |
| 3  | Brittiska Jungfruöarna | 4 | 0 | 2 | 2 | 3  | 11 | −8  | 2  |

| 8           | 3 juni 2022 | Brittiska Jungfruöarna | 1 – 1           | Caymanöarna       | A. O. Shirley Recreation Ground      |                                      |
| 16:00 UTC−4 | 16:00 UTC−4 | Troy Caesar 63′        | (0 – 1) Rapport | 82′ Syrus Conolly | Road Town Domare: Nima Saghafi (USA) | Road Town Domare: Nima Saghafi (USA) |
| 16:00 UTC−4 | 16:00 UTC−4 |                        |                 |                   | Road Town Domare: Nima Saghafi (USA) | Road Town Domare: Nima Saghafi (USA) |
| 16:00 UTC−4 | 16:00 UTC−4 |                        |                 |                   | Road Town Domare: Nima Saghafi (USA) | Road Town Domare: Nima Saghafi (USA) |

| 27          | 6 juni 2022 | Caymanöarna             | 1 – 1           | Brittiska Jungfruöarna | Truman Bodden Sports Complex             |                                          |
| 17:00 UTC−5 | 17:00 UTC−5 | Jonah Ebanks 25′ (str.) | (1 – 0) Rapport | 46′ Jamie Wilson       | George Town Domare: Rubiel Vazquez (USA) | George Town Domare: Rubiel Vazquez (USA) |
| 17:00 UTC−5 | 17:00 UTC−5 |                         |                 |                        | George Town Domare: Rubiel Vazquez (USA) | George Town Domare: Rubiel Vazquez (USA) |
| 17:00 UTC−5 | 17:00 UTC−5 |                         |                 |                        | George Town Domare: Rubiel Vazquez (USA) | George Town Domare: Rubiel Vazquez (USA) |

| 37          | 9 juni 2022 | Caymanöarna | 0 – 3           | Puerto Rico                                      | Truman Bodden Sports Complex                 |                                              |
| 17:00 UTC−5 | 17:00 UTC−5 |             | (0 – 1) Rapport | 23′, 64′ (str.) Isaac Angking 84′ Zarek Valentin | George Town Domare: Sergio Reyna (Guatemala) | George Town Domare: Sergio Reyna (Guatemala) |
| 17:00 UTC−5 | 17:00 UTC−5 |             |                 |                                                  | George Town Domare: Sergio Reyna (Guatemala) | George Town Domare: Sergio Reyna (Guatemala) |
| 17:00 UTC−5 | 17:00 UTC−5 |             |                 |                                                  | George Town Domare: Sergio Reyna (Guatemala) | George Town Domare: Sergio Reyna (Guatemala) |

| 53          | 12 juni 2022 | Puerto Rico                                                              | 6 – 0           | Brittiska Jungfruöarna | Mayagüez Athletics Stadium                     |                                                |
| 18:00 UTC−4 | 18:00 UTC−4  | Darren Ríos 12′ Ricardo Rivera 15′ (str.), 39′, 49′, 51′ Gerald Díaz 31′ | (4 – 0) Rapport |                        | Mayagüez Domare: Germán Martínez (El Salvador) | Mayagüez Domare: Germán Martínez (El Salvador) |
| 18:00 UTC−4 | 18:00 UTC−4  |                                                                          |                 |                        | Mayagüez Domare: Germán Martínez (El Salvador) | Mayagüez Domare: Germán Martínez (El Salvador) |
| 18:00 UTC−4 | 18:00 UTC−4  |                                                                          |                 |                        | Mayagüez Domare: Germán Martínez (El Salvador) | Mayagüez Domare: Germán Martínez (El Salvador) |

| 72          | 23 mars 2023 | Brittiska Jungfruöarna  | 1 – 3           | Puerto Rico                                          | A. O. Shirley Recreation Ground        |                                        |
| 15:00 UTC−4 | 15:00 UTC−4  | Tyler Forbes 36′ (str.) | (1 – 1) Rapport | 44′ Leandro Antonetti 46′ Devin Vega 90+4′ Ian Silva | Road Town Domare: Reon Radix (Grenada) | Road Town Domare: Reon Radix (Grenada) |
| 15:00 UTC−4 | 15:00 UTC−4  |                         |                 |                                                      | Road Town Domare: Reon Radix (Grenada) | Road Town Domare: Reon Radix (Grenada) |
| 15:00 UTC−4 | 15:00 UTC−4  |                         |                 |                                                      | Road Town Domare: Reon Radix (Grenada) | Road Town Domare: Reon Radix (Grenada) |

| 90          | 26 mars 2023 | Puerto Rico                                                   | 5 – 1   | Caymanöarna            | Estadio Juan Ramón Loubriel          |                                      |
| 18:00 UTC−4 | 18:00 UTC−4  | Ricardo Rivera 2′, 70′ Gerald Díaz 40′ Joel Burgos 89′, 90+2′ | Rapport | 85′ Gunnar Studenhofft | Bayamón Domare: Katja Koroleva (USA) | Bayamón Domare: Katja Koroleva (USA) |
| 18:00 UTC−4 | 18:00 UTC−4  |                                                               |         |                        | Bayamón Domare: Katja Koroleva (USA) | Bayamón Domare: Katja Koroleva (USA) |
| 18:00 UTC−4 | 18:00 UTC−4  |                                                               |         |                        | Bayamón Domare: Katja Koroleva (USA) | Bayamón Domare: Katja Koroleva (USA) |